# L'Espoir (Q167)
Pour les articles homonymes, voir Espoir.
L'Espoir est un sous-marin français de la classe 1 500 tonnes. Lancé en 1931, il appartient à la série M6.

## Histoire

### Développement
L'Espoir fait partie d'une série assez homogène de 31 sous-marins océaniques de grande patrouille, aussi dénommés 1 500 tonnes en raison de leur déplacement. Tous sont entrés en service entre 1931 (Redoutable) et 1939 (Sidi-Ferruch).
Longs de 92,30 mètres et larges de 8,10, ils ont un tirant d'eau de 4,40 mètres et peuvent plonger jusqu'à 80 mètres. Ils déplacent en surface 1 572 tonnes et en plongée 2 082 tonnes. Propulsés en surface par deux moteurs diesel d'une puissance totale de 6 000 chevaux, leur vitesse maximum est de 18,6 nœuds. En plongée, la propulsion électrique de 2 250 chevaux leur permet d'atteindre 10 nœuds.
Appelés aussi « sous-marins de grandes croisières », leur rayon d'action en surface est de 10 000 milles nautiques à 10 nœuds et en plongée de 100 milles nautiques à 5 nœuds.
Mis en chantier le 1er août 1929 avec le numéro de coque Q167, L'Espoir est lancé le 18 juillet 1931 et mis en service le 1er février 1934. Le 4 novembre 1938, il quitte Toulon avec le Phénix à destination de l'Indochine, où ils arrivent le 16 décembre. Le 15 juin 1939, il participe à des manœuvres d'entraînement au cours desquelles le Phénix disparaît corps et biens.

### Seconde Guerre mondiale
Il est affecté, au début de la Seconde Guerre mondiale, à la 5e division de sous-marins, basée à Toulon, qu'il forme avec le Pégase et le Monge. En juin 1940, il patrouille devant les Salins-d'Hyères pour protéger Toulon.
Le 11 octobre 1940, L'Espoir est envoyé à Diego-Suarez, sur l'île de Madagascar, avec le Vengeur, le Monge et le Pégase. Ils y arrivent le 2 février 1941. Il quitte Madagascar avec le Vengeur pour Toulon, où ils sont placés en réparation à partir de mai 1942. Il y sont tous les deux sabordés avec la flotte française le 27 novembre 1942. Il est démantelé de mars à mai 1943.